# Gastronomía de la provincia de Cuenca

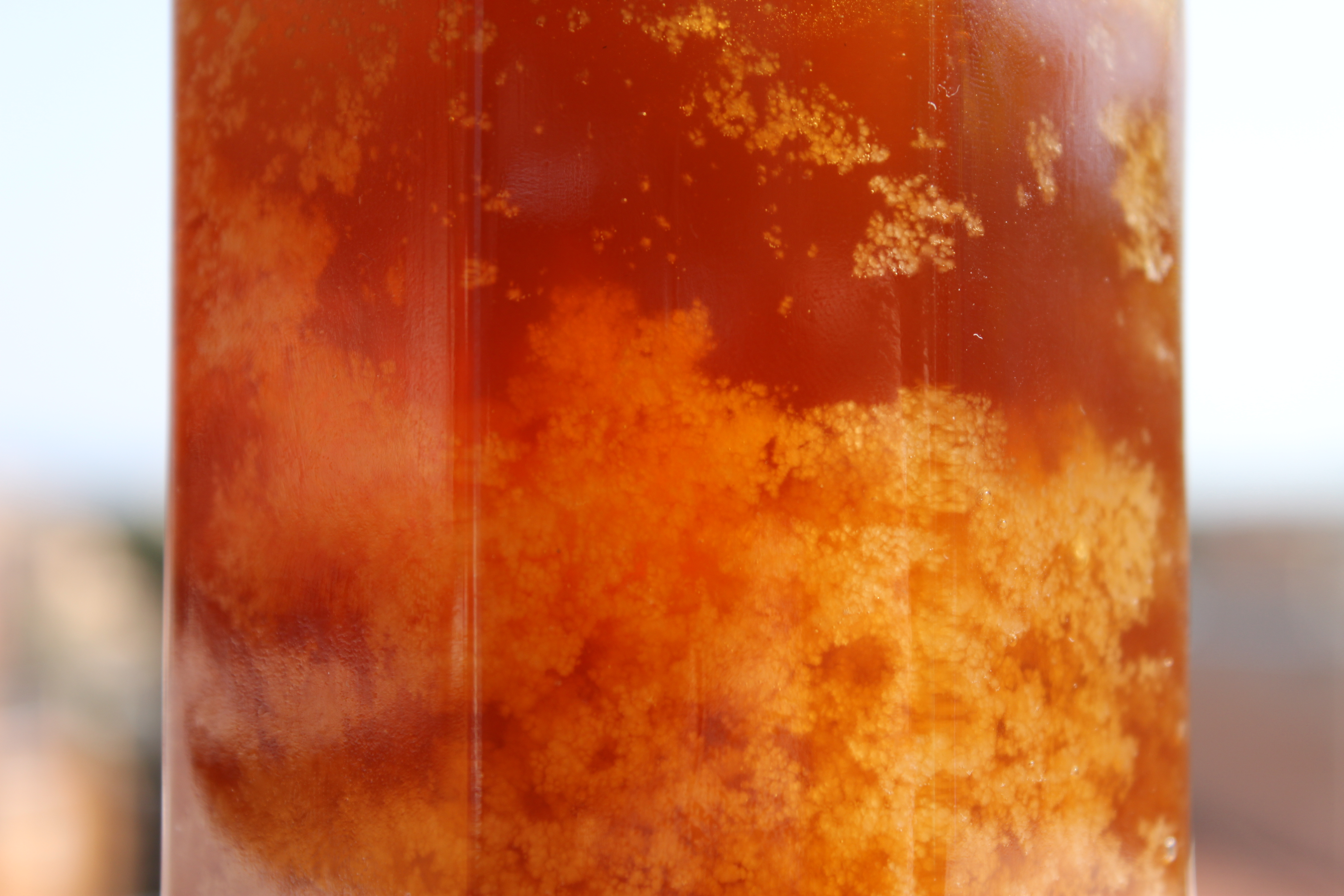
La miel de la Alcarria (mostrando su típico sedimento).

La gastronomía de la provincia de Cuenca es el conjunto de platos y costumbres culinarias del área comprendida por la provincia española de Cuenca. La actividad ganadera muestra una abundancia de platos cárnicos y de lácteos (queso manchego). Posee ciertos elementos comunes entre las cocina castellana. Un producto típico conquense de la comarca de la Alcarria es la miel. Los platos elaborados por pastores, por arrieros, por cazadores, hombres que hacen frente a través de la energía proporcionada por la comida a un clima duro, donde se pasa del calor al frío casi sin hacer escalas y en una región que brinda muchos productos para que sean utilizados.

## Historia

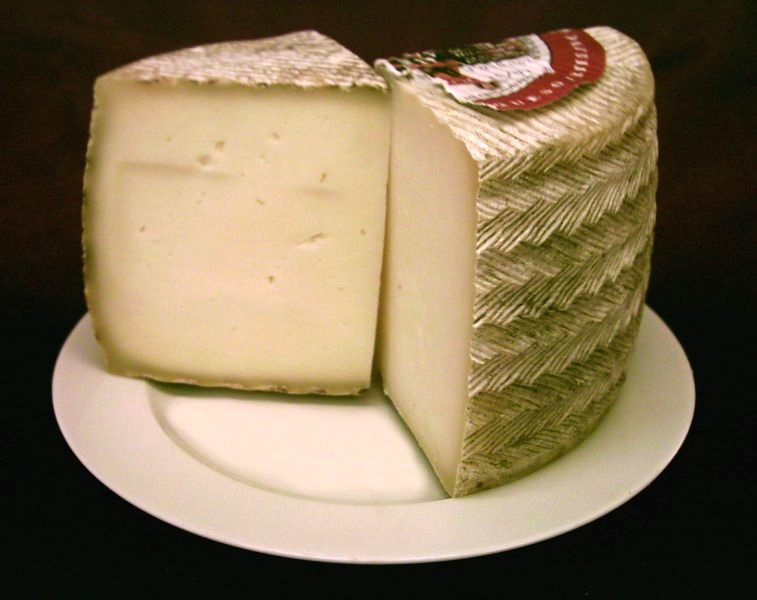
El queso manchego uno de los productos típicos conquenses

El origen del vino de La Mancha data del siglo XII en plena Reconquista. En 1992 fue creada la denominación de origen de la Miel de la Alcarria y fueron adheridas diversas empresas de un área geográfica que incluye más de dos centenares de municipios productores de miel. La provincia perteneció hasta comienzos del primer tercio del siglo XIX dentro del área de Castilla la Nueva. 

## Ingredientes
La provincia de Cuenca es en la mitad de su territorio una llanura manchega, siendo el resto del territorio una serranía montañosa. Al norte posee una frontera con Guadalajara y Teruel. Uno de los ingredientes típicos es la miel de la Alcarria (que comparte producción con la provincia de Guadalajara). 

### Carnes y caza

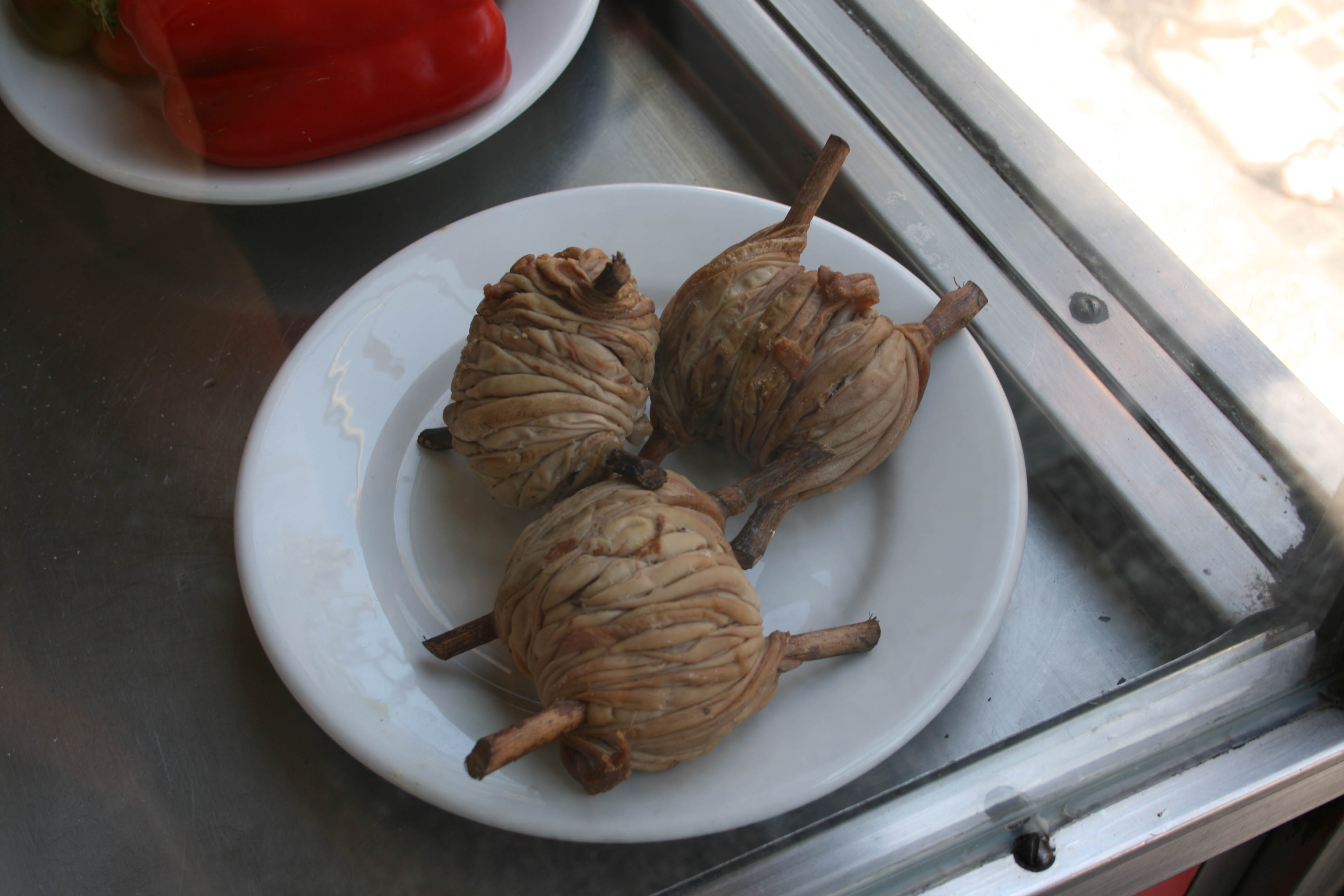
Unos zarajos.

Uno e los platos bandera de la provincia se encuentra el morteruelo (de textura parecida al paté, y elaborado con hígado y lomo de cerdo, además de carnes de caza menor como conejo o perdiz, y aderezados con especias). La matanza del cerdo proporciona diversas carnes y embutidos. De la misma forma se tiene el ajo-pringue magro e hígado de cerdo troceado con diversas especias. Se elabora en la provincia el denominado gazpacho manchego, así como los hartatunos (denominado también pijancos), las migas duras. Entre los platos de carne de cordero se encuentra la menestra de cordero, siendo famosos los asados de cordero y cabrito. Recetas como los zarajos, o las chuletas de lechal. En el terreno de las sopas se encuentra la denominada sopa del Cristo elaborada con menudillos se ave. Entre los muchos cocidos encontrados a lo largo de las diferentes regiones españolas se encuentra en Cuenca el cocido manchego.

### Pescados
Las truchas, de ríos y arroyos conquenses, frescas y sabrosas, también adquieren protagonismo en las mesas con la llegada de esta época. Entre la pesca fluvial se encuentran las truchas de Tragacete. Entre los platos de bacalao se encuentra en la provincia el atascaburras o ajoarriero, una pasta hecha con trozos de bacalao guisado con patatas.

### Verduras

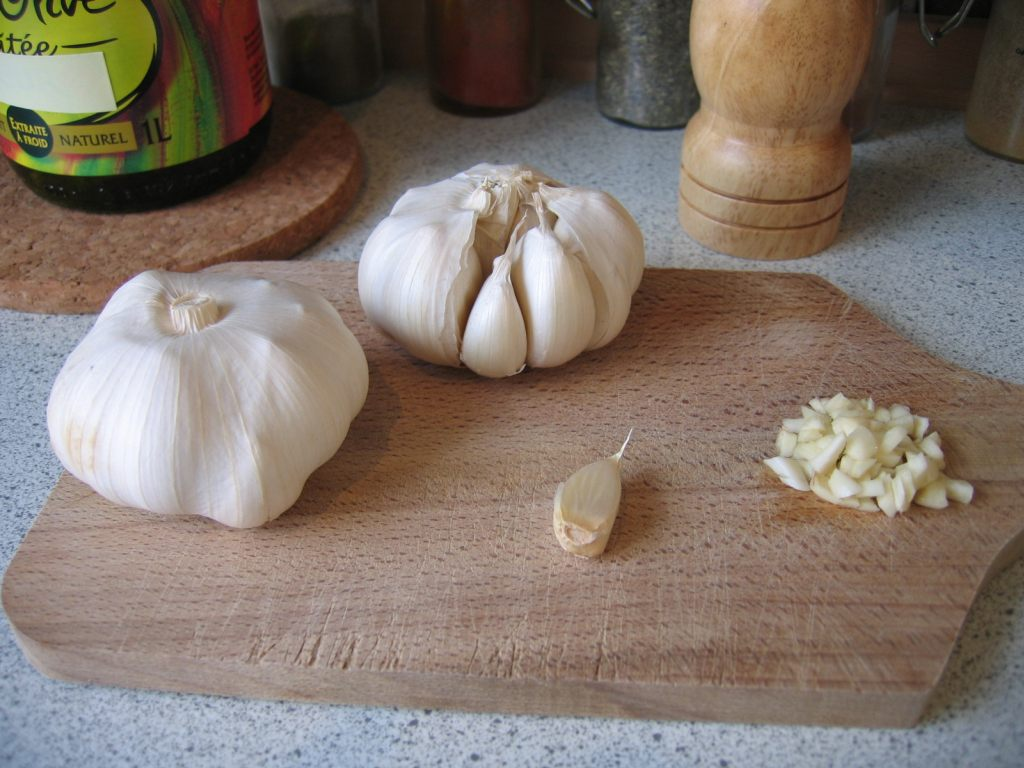
Ajos de la capital del ajo: Las Pedroñeras

Los fritos de nabos que son una masa frita de nabos, huevo y harina de trigo con azúcar. Las gachas manchegas. Los platos de verduras son protagonistas durante la Semana Santa. Los potajes, las garbanzadas con bacalao y espinacas (denominados potajes de Semana Santa), las judías blancas o las patatas al Ajovirón, asumen el estrellato, dando un giro a la gastronomía tradicional. Las verduras, cocidas en agua y sal, dan un toque de sencillez en el que, sin embargo sorprenden los sabores naturales. Del trigo suele elaborarse guisados.
En la cocina conquense siempre se han utilizado hongos, debido a la gran superficie forestal que esta provincia tiene. En localidades como Almodóvar del Pinar o Monteagudo de las Salinas se recolecta el níscalo en la época de otoño. A partir de los años 1970 en Villanueva de la Jara se comenzaron a cultivar el champiñón (Agaricus bisporus) y la seta de ostra (Pleurotus ostreatus). Con éstos productos se hacen revueltos caseros de setas, champiñón al ajillo, pollo con setas, setas rebozadas, y un largo etcétera. El ajo cobra especial interés en la provincia, existiendo Rutas gastronómicas especiales, siendo las Pedroñeras la denominada capital del ajo.

## Repostería

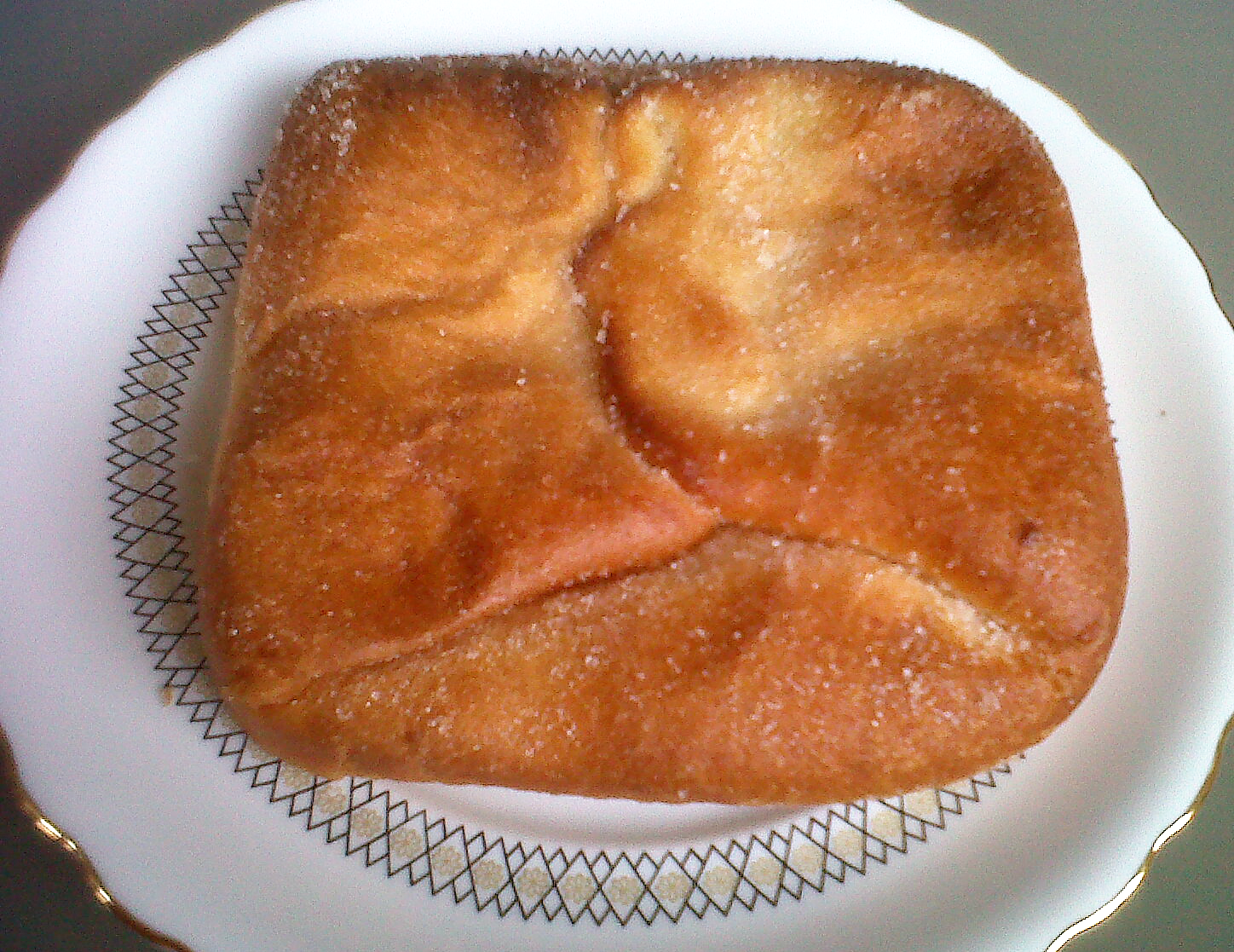
Bizcocho borracho típico de Tarancón

Son famosas las tortillas de San Sebastián, suelen servirse en periodo de la Vigilia que como "Voto de Villa" hizo el pueblo de Horcajo de Santiago al santo San Sebastián, fue necesario elaborar un elemento especial que no tuviera carne o sangre animal. Están fabricadas solamente con productos vegetales: harina de trigo amasada con aceite de oliva y frita en sartén. Tienen la forma de tortilla en proporciones finas. Se hacen para el 20 de enero y se comen con chocolate como único alimento base. De la misma forma los Muertos de San Blasse preparan para las celebraciones del tres de febrero (el día de San Blas), para merendar en el campo con los niños. Son tortas de fabricación casera con manteca o aceite y un chorizo o un huevo, colocado en una orilla ("el muerto"). Es conocido igualmente el alajú, un dulce de pasta de almendras. Son famosos los mostachos una especie de yemas de huevo con canela y azúcar al horno.
Las obleas, el pan de pasas o las rosquillas fritas, sin olvidar las tortas de las candelas (finísimas tortas crujientes bañadas en miel y típicas de Ribatajada y sus alrededores). Otros postres típicos conquenses son las papartas (también llamadas japaipas en la localidad de Uclés y hojuelas en Tinajas), unas tortas hechas con agua, aceite y harina, una masa similar a la de los churros, a las cuales se les echa azúcar una vez fritas. Los Suspiros de Quintanar, las migas dulces, los "borrachos" de Tarancón o de Vellisca.

## Bebidas
Muy típico de la ciudad de Cuenca es el resolí, un licor elaborado con aguardiente, café, canela, corteza de naranja y azúcar. En algunas localidades se suele preparar una especie de mezcla denominada zurra.
Existe una zona de producción vitivinícola dentro de las denominaciones de origen de La Mancha, Uclés, Manchuela y Ribera del Júcar.